# Werner Heyde
Werner Heyde -seudónimo Fritz Sawade- (* 25 de abril de 1902 en Forst / Lusacia ; † 13 de febrero de 1964 en Butzbach / Hessen) fue un psiquiatra y neurólogo alemán.
Heyde fue director clínico y profesor de psiquiatría y neurología en la Universidad de Wurzburgo, miembro de alto rango de las SS y experto de la Gestapo. Como jefe del departamento médico de la organización encubierta "Acción T4" y primer perito T4 durante la era nacionalsocialista, fue responsable del asesinato de prisioneros y de prisioneros de campos de concentración.
Después del final de la Segunda Guerra Mundial ejerció bajo el seudónimo de Dr. Fritz Sawade varios años como médico. Cinco días antes de que se abriera el juicio por sus crímenes, Heyde se suicidó mientras estaba bajo custodia.

## Biografía

### Infancia, juventud y formación profesional
Werner Heyde era hijo de un fabricante de telas. En el otoño de 1914, la familia se mudó a la cercana Cottbus, donde Heyde aprobó su abitur en marzo de 1920 como el mejor de su clase.
Mientras estaba en la escuela se alistó como voluntario de guerra para participar en la Primera Guerra Mundial. A más tardar desde el verano de 1918, fue asignado al departamento telefónico del grupo 656 en Tallin, Estonia. Incluso después del armisticio de noviembre de 1918, permaneció en Estonia hasta principios de 1919 como miembro de un cuerpo de paramilitares. Durante el golpe de Estado de Kapp en marzo de 1920, participó en los combates en la zona de Cottbus del lado de los golpistas. Heyde se había presentado como voluntario durante dos meses para el 52.º Regimiento de Infantería al mando del mayor Bruno Ernst Buchrucker.
Desde mayo de 1920 estudió medicina en Berlín, Friburgo, Marburgo, Rostock y Wurzburgo. Dio examen de mitad de período (Physikum) en Marburg en julio de 1922 y en mayo de 1925 se doctoró en Wurzburgo tras aprobar el examen estatal con sobresaliente (= 1). Luego trabajó durante un año como médico internista en los hospitales municipales de Cottbus, en el sanatorio Wittenau de Berlín y en la clínica psiquiátrica de la Universidad de Wurzburgo. El 8 de junio de 1926 recibió su licencia para ejercer la medicina, tras lo cual fue asistente de Martin Reichardt, quien lo ascendió. En ocasiones también trabajó como investigador en la clínica psiquiátrica de Wurzburgo. A partir de noviembre de 1928 se trasladó por dos años al Instituto de Química de la Academia de Ciencias de Baviera en Múnich. De vuelta en Wurzburgo, se graduó como profesor con la tesis de habilitación Investigaciones sobre fermentos cerebrales (Untersuchungen über Gehirnfermente). El 10 de agosto de 1932, Heyde fue aceptado como profesor privado de psiquiatría y neurología en la Universidad de Wurzburgo, después de haber trabajado como asistente regular en el hospital psiquiátrico de ese lugar desde julio de 1931.
En febrero de 1931, Heyde se casó con Erika Precht, con quien tuvo dos hijos.

### NSDAP y SS Totenkopf.
En marzo de 1933, Werner Heyde conoció a un paciente destacado: el oberführer de las SS Theodor Eicke de Ludwigshafen, quien probablemente había sido ingresado en la clínica de Wurzburgo para un examen de su estado mental después de discusiones con opositores dentro del partido, a instancias del gauleiter del Alto Palatinado de Baviera, Josef Bürckel. Probablemente, Eicke iba a ser retirado de circulación por medio de una "psiquiatrización". Heyde, sin embargo,  tras recibir un informe médico oficial, no vio signos de enfermedad mental o cerebral en Eicke. Por el contrario, según Heyde en una carta a Heinrich Himmler, Eicke “aquí se comportó de manera ejemplar y, debido a su personalidad tranquila y controlada, resultó muy agradablemente llamativo; en ningún caso dio la impresión de una personalidad intrigante. En su carta de respuesta a Heyde, Himmler le pidió a Eicke que le informara que quería utilizarlo "en cualquier posición, posiblemente incluso en una posición estatal". Unas semanas más tarde, Eicke fue nombrado primer comandante del campo de concentración de Dachau, donde organizó el régimen de las SS sobre los prisioneros antes de convertirse en inspector de los campos de concentración y líder de las SS-Totenkopfverbände. Según declaraciones del propio Heyde, dimitió el 1 de enero. En mayo de 1933, por recomendación de Eicke, se unió al NSDAP (número de miembro 3.068.165).
De octubre de 1934 a mayo de 1936, Heyde trabajó en la Oficina de Políticas Raciales del NSDAP de Wurzburgo y desde 1935 como jefe de la oficina de distrito. Al mismo tiempo, como asesor del tribunal de salud hereditaria de ese lugar, decidió sobre las solicitudes de esterilización forzasa. En mayo de 1936, Heyde se dirigió a Arthur Julius Gütt, coautor del comentario oficial sobre la Ley para la prevención de la descendencia de las personas con enfermedades hereditarias, con un memorando sobre la práctica de los tribunales de salud hereditarios. Gütt puso a Heyde en contacto con Ernst-Robert Grawitz, el entonces jefe del consultorio médico en la oficina principal de las SS. Heyde y Grawitz acordaron que Heyde se unera a las SS (N.° 276.656) como Hauptsturmführer el 1 de junio de 1936.
Heyde fue asignado al departamento médico de la SS Totenkopfverband y recibió el título de Jefe del Departamento de Psiquiatría del Führer de la SS Totenkopfverband / Campo de concentración". o sea que trabajó con Eicke. Estableció el examen de la "salud hereditaria" de los prisioneros de los campos de concentración, tarea que, según Heyde, “era particularmente urgente en vista de la inferioridad física y mental de la gran mayoría de los internados en el campo. Heyde preparó peritajes que fueron remitidos a los tribunales de salud hereditaria y constituyeron la base para sus decisiones sobre la esterilización o castración de los prisioneros. Heyde trabajó además como experto sénior para las SS-Verfügungstruppe y SS-Totenkopfverbände, y como especialista consultor en el hospital de las SS en Berlín y preparó informes para la Gestapo.
Su extensa actividad para las SS no impidió que Heyde continuara su carrera en la Universidad de Wurzburgo: en el período previo a su nombramiento como profesor asociado el 5 de abril de 1939 fue mencionado expresamente como "honorable" y al mismo tiempo sirvió de motivo para el reducido número de publicaciones científicas. Ya antes, el 1 de abril de 1934, Heyde se había convertido en médico jefe de la clínica psiquiátrica de la universidad y jefe del policlínico adjunto. El 1 de diciembre de 1939 Heyde se convirtió en el sucesor de Martin Reichardt en la cátedra de Psiquiatría y Neurología de Wurzburgo y en director de la Clínica Psiquiátrica de la Universidad de Wurzburgo, por decisión de la Autoridad Sanitaria del Reich y en contra de la voluntad expresa de la facultad de medicina. Facultad. La Cancillería del Führer y el MinisterioMinisterio de Ciencia, Educación y Cultura del Reich ya habían hecho campaña a favor de su nombramiento.
Heyde era homosexual, lo cual era un problema para él. Fue tratado por Arthur Kronfeld, cofundador del Instituto de Sexología. El 24 de octubre de 1939 se interrumpieron las investigaciones internas de las SS contra Heyde: Las acusaciones de que Heyde había cometido actos homosexuales resultaron ser incorrectap. A finales de 1935, el SS-Untersturmführer Süttinger formuló tales acusaciones contra Heyde, en relación con su época de estudiante en 1927 y 1928, en el curso de las investigaciones contra el comerciante de vinos de Wurzburgo Leopold Obermayer. Las investigaciones de la Gestapo y del poder judicial de entonces no continuaron en enero de 1936, ya que Heyde era necesario como experto en un juicio por asesinato o posiblemente estaba protegido por Eicke. Suettinger fue despedido de las SS el 3 en noviembre de 1939.

### Cómplice en la Acción T4
Heyde participó probablemente desde finales de julio de 1939 en los preparativos para el asesinato de enfermos mentales y discapacitados, la llamada " Acción T4 ". Antes de esto, la Cancillería del Führer (KdF), bajo Philipp Bouhler, había recibido una orden oral de Hitler para llevar a cabo la "eutanasia de adultos". El KdF ya había recibió el encargo de la llamada "eutanasia infantil". Un comité asesor formado por empleados de la cancillería, un representante del Ministerio del Interior del Reich y varios psiquiatras influyentes, entre ellos Heyde, se ocupó de los preparativos de la Acción T4. Los temas de las deliberaciones fueron probablemente la organización, el procedimiento y el secreto de las muertes planeadas y la delimitación y selección de los enfermos.
Para encubrir la responsabilidad de las oficinas estatales y del partido, se fundó la oficina central T4, que aparecía en la correspondencia con varios nombres encubiertos, incluido el de “Reichsarbeitsgemeinschaft Heil- und Pflegeanstalten” (RAG). La RAG nació alrededor de octubre de 1939 como departamento médico de la oficina central, y Heyde era su director médico a más tardar en mayo de 1940. Según los testimonios, sin él no se habrían podido resolver todas las cuestiones fundamentales. Mantuvo toda la correspondencia con los expertos, el sanatorio y las residencias de ancianos y preparó declaraciones sobre las protestas contra el asesinato de enfermos.
En octubre de 1939 se enviaron a todos los sanatorios y residencias de ancianos los formularios de inscripción en los que se debía registrar a los siguientes pacientes:
- Personas que padecían esquizofrenia, epilepsia, "demencia" y estados neurológicos terminales, en la medida en que no pueden ser empleados para trabajos en instituciones o únicamente para trabajos mecánicos
- Todos los enfermos mentales criminales
- Pacientes que se encontraban en instituciones durante al menos cinco años;
- Todos los pacientes no alemanes, indicando su raza.

Los formularios de registro llegaron a la RAG a través del jefe del departamento de salud del Ministerio del Interior del Reich, Herbert Linden. Aquí fueron registrados y se hicieron fotocopias para tres revisores. Por lo general, los expertos sólo tomaban sus decisiones basándose en la información del formulario de registro: si creían que el paciente debía ser asesinado, ingresaban un "+" rojo en un cuadro enmarcado en negro en el formulario de registro; un "-" azul significaba que el paciente debía mantenerse con vida. Si el revisor no podía decidir, ingresaba un "?". La decisión final la tomaba un perito T4 basándose en las tres opiniones de expertos disponibles. Heyde (desde 1939) y Linden actuaron como asesores principales. Posteriormente, Linden fue reemplazado por Hermann Paul Nitsche, quien también se convirtió en el adjunto de Heyde en RAG. Sólo en casos de duda se utilizaba el historial médico del paciente para decidir su destino. Las instituciones que se negaron a cumplimentar los formularios de inscripción o que eran sospechosas de haber proporcionado información falsa fueron visitadas por los comités médicos de la Acción T4, que cumplimentaron o comprobaron los formularios de inscripción allí. Werner Heyde presidió varias veces comisiones médicas de este tipo.
Los pacientes destinados a ser asesinados de esta manera fueron gaseados con monóxido de carbono en los centros de exterminio especialmente reformados en Bernburg, Brandeburgo, Grafeneck, Hadamar, Hartheim y Sonnenstein. Entre enero de 1940 y agosto de 1941 murieron alrededor de 70.000 personas. En enero de 1940, Heyde participó en un "gaseo de prueba" en Brandeburgo. La decisión de utilizar monóxido de carbono se tomó con la participación de Heyde: había consultado con el farmacólogo de Wurzburgo Ferdinand Flury.
La acción T4 probablemente se amplió a los prisioneros de los campos de concentración a finales de marzo de 1941 bajo el término Aktion 14f13. En parte bajo la dirección de Heyde, prisioneros seleccionados en los campos de concentración luego fueron gaseados en los centros de exterminio. Se estima que sólo en 1941 alrededor de 10.000 prisioneros de campos de concentración fueron asesinados de esta manera.
El 23 de abril de 1941, Heyde y su superior Viktor Brack hablaron con el ministro de justicia en funciones del Reich, Franz Schlegelberger, en una reunión de los fiscales generales y presidentes de los tribunales superiores regionales. Presentaron la Acción T4, mostraron la carta de Hitler de 1939 y mencionaron que Hitler se había negado a aprobar una ley formal de "eutanasia" por razones de política exterior.
Probablemente en diciembre de 1941, Heyde entregó la dirección de Aktion T4 a Nitsche. Los motivos exactos de su marcha no se han podido aclarar, según Brack, los motivos estaban en la persona de Heyde. Según Hans Hefelmann, Reinhard Heydrich había exigido el reemplazo de Heyde porque era homosexual. Durante los interrogatorios, Heyde confesó haber tenido "experiencias en el ámbito homosexual". En el asunto que había sido declarado secreto, Himmler le recomendó a Heydrich que Heyde permaneciera en las SS: "Realmente no quiero despedir al profesor. Creo que es muy comprensivo y realmente totalmente a salvo."
Heyde escribió un informe pericial sobre Waldemar Hoven, arrestado en septiembre de 1943. Como médico de las SS en el campo de concentración de Buchenwald, Hoven era sospechoso de haber asesinado a testigos de cargo en un proceso de corrupción contra el comando del campo de Buchenwald. Un escrito de Heyde, fechado el 19 de abril de 1944, al SS-Obergruppenführer Gottlob Berger informaba sobre un viaje conjunto a Dinamarca con Frits Clausen.  Clausen, médico y líder del partido nacionalsocialista danés, se presentó en las Waffen-SS después de que su partido no lograra tener éxito. Antes del viaje, el médico trabajaba en la clínica de Wurzburgo bajo la dirección de Heyde. Heyde fue ascendido varias veces en las SS, por ejemplo el 30 de enero de 1941 a Sturmbannführer, el 20 de abril de 1943 a Obersturmbannfuhrer y el 20 de abril de 1945 a Standartenführer. El 21 de febrero de 1944 recibió el Anillo de honor de las SS.
Heyde mantuvo su cátedra en Wurzburgo durante su trabajo en la Aktion T4 y más allá hasta el final de la guerra. Los médicos de Aktion T4 recibieron formación adicional en la clínica psiquiátrica de la universidad y Heyde también reclutó a graduados universitarios como Klaus Endruweit para trabajar en Aktion T4. En 1942, Heyde estuvo involucrado en el asesinato del trabajador forzado polaco Rostecki: la Oficina Central de Seguridad del Reich había ordenado el 22 de junio de 1942 la ejecución de Rostecki. Heyde había pedido previamente a la policía estatal de Wurzburgo que recogieran al paciente en su clínica, ya que no se trataba de un centro de detención para "infrahumanos de diferentes orígenes". Heyde se negó a que mataran a Rostecki en la clínica universitaria, pero prometió a la policía ayudar con el asesinato. Rostecki murió en julio de 1942 camino a Núremberg.
Desde noviembre de 1941, Heyde también fue director de un hospital para lesiones cerebrales de las SS, adscrito a la clínica de Wurzburgo. Entre abril de 1943 y marzo de 1945, en la clínica hubo un subcampo del campo de concentración de Flossenbürg, y se considera a Heyde como el "iniciador". Los hasta 58 reclusos del campo satélite estaban ocupados con los trabajos de construcción en la zona de la clínica. Después de un intenso ataque aéreo en Wurzburgo, el hospital de las SS se trasladó a Dinamarca en marzo de 1945 y se reconstruyó en Gråsten bajo la dirección de Heyde.

### Bajo el nombre del Dr. Fritz Sawade en Flensburgo
El día 28 de mayo de 1945, Heyde fue internado por el ejército británico en el campo de prisioneros de Frøslev en Dinamarca, cerca de Flensburgo. El 9 de octubre de 1945 fue trasladado por primera vez al campo de internamiento de Gadeland y luego, en julio de 1946, al campo de internamiento de Eselheide, cerca de Paderborn. Durante su internamiento, Heyde conoció a varias personas que luego lo ayudaron a esconderse en Schleswig-Holstein. La destitución del titular de la cátedra se produjo el día 26 de julio de 1945.
El 13 de febrero de 1947, Heyde fue entregado a la justicia alemana, después de que el tribunal de distrito de Fráncfort del Meno emitiera una orden de arresto contra él. A principios de abril de 1947, Heyde fue trasladado a Núremberg porque la defensa en el Juicio de los doctores lo había solicitado como testigo de descargo. Durante el proceso, Heyde fue fuertemente incriminado por testigos y documentos. Heyde, sin embargo,  no compareció como testigo. Durante el transporte de regreso a Fráncfort, Heyde saltó el 25 de julio de 1947 en Wurzburgo de un camión militar en movimiento y pudo esconderse durante los siguientes doce años. Según sus propias declaraciones, llegó a Schleswig-Holstein a pie o haciendo autostop. Primero trabajó como jardinero autónomo en Mönkeberg, cerca de Kiel, y luego como peón para varios agricultores. Con la ayuda de documentos de baja falsificados como repatriado de la guerra, Heyde recibió una identificación oficial a nombre de Fritz Sawade. Indicó como lugar de nacimiento Triebel, al este del Neisse, lo que hizo casi imposible verificar sus declaraciones en ese momento.
En 1948, Heyde restableció el contacto con su familia, que más tarde vivió en Baviera. Su esposa, Erika Heyde, recibió una pensión a partir de 1952 porque, según ella, su marido había desaparecido. En 1962 fue condenada a un año de prisión por fraude.

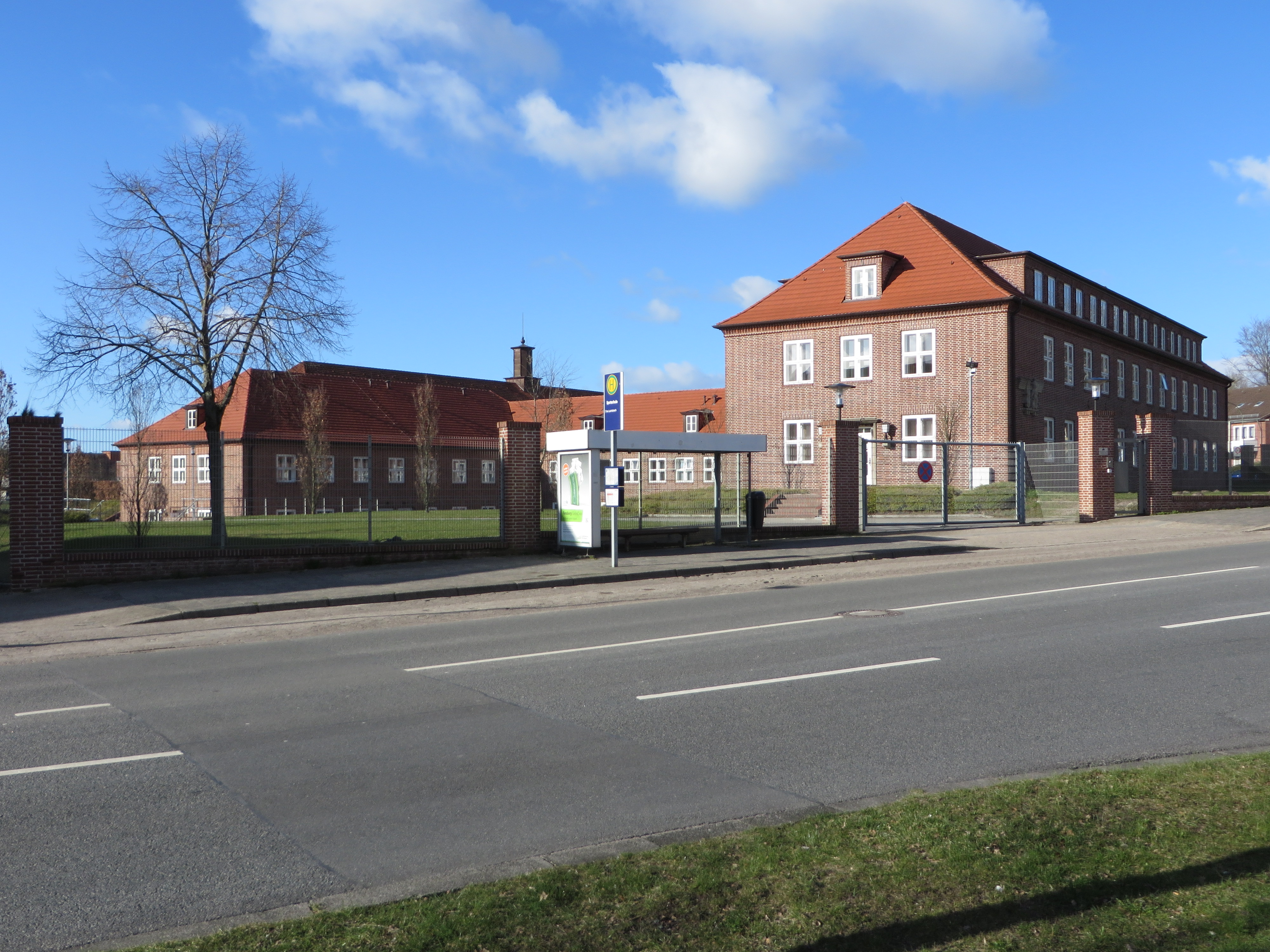
La escuela de deportes de Flensburg-Mürwik, donde se alojó el último gobierno del Reich en mayo de 1945 y donde Heyde había trabajado como médico deportivo desde finales de los años 40.

A finales de 1949, Heyde, bajo su nombre falso Dr. Fritz Sawade consiguió trabajo como médico deportivo en la escuela deportiva de Flensburg-Mürwik. Era propietario de una casa adosada en Walter-Flex-Weg 16, en el distrito Westliche Höhe, donde se escondieron varios nazis importantes después de la guerra. Con el apoyo del médico Hans Glatzel, a quien reveló su verdadera identidad, tuvo la oportunidad de elaborar informes neurológicos para la oficina regional de seguros de Schleswig-Holstein. Gracias a esta actividad pronto obtuvo unos ingresos superiores a la media: cuando fue detenido en 1959, había preparado unos 7.000 informes para las más diversas autoridades e instituciones.
El arresto de Heyde el 12 de noviembre de 1959 fue el resultado del enojo del profesor de medicina de Kiel, Helmuth Reinwein, con el poder judicial. El detonante fue una demanda civil interpuesta por el profesor por alteración del orden público durante la noche, que provenía de la casa de al lado. Reinwein se sintió decepcionado por la justicia en su disputa vecinal con la Landsmannschaft Troglodytia y amenazó con hacer pública la situación de Heyde, que desde 1951 trabajaba bajo un nombre falso como perito judicial, especialmente para juzgados sociales. Cuando las autoridades del estado de Schleswig-Holstein se enteraron de esto, Heyde fue arrestado el 4 de abril. En noviembre de 1959 se le ordenó por primera vez presentar su licencia para ejercer la medicina. Como consecuencia de ello, Heyde abandonó Flensburgo. Después de una persecución marcada por varios percances, se entregó el 12 de noviembre de 1959 en Fráncfort del Meno a las autoridades. Antes de eso, había consultado con los dos profesores de Wurzburgo, Martin Reichardt y Hans Rietschel, que conocían su vida. En ese momento, Heinz Wolf era fiscal superior en Fráncfort y ya había ayudado a otros altos funcionarios nazis, como Kurt Bode, a obtener sus cartas blancas. Heyde se entregó a esta fiscalía general.

### Detención y suicidio
Poco después de su detención se supo que varios abogados y médicos de Schleswig-Holstein sabían que Fritz Sawade era idéntico a Werner Heyde, buscado por orden de arresto: Hans Gerhard Creutzfeldt, exprofesor de neurología y psiquiatría de Kiel, había escrito en diciembre de 1954 al presidente del Tribunal Social del Estado de Schleswig-Holstein en Schleswig para llamar su atención sobre la identidad. El presidente del tribunal devolvió la carta a Creutzfeldt sin emprender ninguna acción contra Heyde. Creutzfeldt tampoco comunicó sus conocimientos a las autoridades investigadoras. En 1961, un comité de investigación del parlamento estatal de Schleswig-Holstein pudo demostrar que 18 altos funcionarios y figuras públicas tenían esa información. El círculo de quienes conocían los rumores correspondientes era probablemente mucho más amplio, aparte de la leyenda del "simple neurólogo Dr. Sawade" y los conocimientos y habilidades de Heyde. Paralelamente al trabajo del comité de investigación, se iniciaron investigaciones preliminares contra varios cómplices de Heyde por favoritismo, pero éstas nunca llevaron a consecuencias penales.
La fiscalía de Fráncfort, bajo la dirección de Fritz Bauer, se hizo cargo de la investigación de Heyde. En mayo de 1962 se redactó una acusación exhaustiva que reconstruía la Acción T4 y más tarde se convirtió en una base importante para la investigación histórica sobre la eutanasia nazi. Heyde fue acusado de "asesinato insidioso, cruel y deliberado de al menos 100.000 personas". La apertura del proceso contra Werner Heyde y los coacusados Gerhard Bohne, Hans Hefelmann y Friedrich Tillmann ante el tribunal de distrito de Limburgo estaba prevista para el 18 de febrero de 1964. Heyde eludió el proceso suicidándose el 13 de febrero de 1964 en la prisión de Butzbach.
“Doy un paso tranquilo ante Dios y me someto a su juicio. No quise hacer nada malo, hasta donde puedo juzgar como ser humano. Él decidirá. Con estas palabras termina la carta de despedida de nueve páginas de Heyde, en la que justifica su suicidio con “autorrespeto y protesta”.

## Medicina y crimen
Alrededor de 350 de los aproximadamente 90.000 médicos que trabajaban entonces en Alemania cometieron delitos médicos. Sigue siendo una cifra impresionante, especialmente si se considera la magnitud de los crímenes. Pero era sólo una fracción en comparación con toda la profesión médica, alrededor de una tercera centésima parte. Pero, claro está, ¿no es esto más preocupante: uno de cada trescientos médicos es un criminal? Se trataba de una relación que nunca antes se habría podido encontrar en la profesión médica alemana. ¿Porqué ahora?
Pero esto no llega al meollo del asunto. Trescientos cincuenta eran criminales directos, pero había un artilugio que les daba la capacidad o la oportunidad de transformarse.
Alexander Mitscherlich

Heyde pertenecía a la llamada generación de jóvenes de guerra, una generación para cuya socialización política fueron decisivas la derrota alemana en la Primera Guerra Mundial y los turbulentos primeros años de la República de Weimar. Para los padres de Heyde, esta época estuvo asociada a un grave declive social: según el propio relato de Heyde, el padre aprovechó un accidente ocurrido en 1908 como una oportunidad para vender la fábrica de telas, luego se involucró en la educación de sus hijos hasta tal punto que fue muy inusual en ese momento, y viviendo de las ganancias de la venta de la fábrica. Suscribió bonos de guerra, que quedaron sin valor después de la derrota; en la inflación de 1923 la riqueza restante se agotó en gran medida.
Como muchos nacionalsocialistas posteriores, Heyde era miembro de un Freikorp y participó en el golpe de Kapp. Sin embargo, no hay evidencia de actividad política organizada por parte de Heyde durante la República de Weimar. Declaraciones políticas posteriores lo muestran de derecha.
Unirse al NSDAP debería, en acuerdo fundamental con los objetivos y métodos del partido, estar también determinado por el oportunismo y las preocupaciones sobre la propia carrera. El conocimiento de Eicke le permitió a Heyde ingresar en primera clase en las SS. Su actividad en los campos de concentración a partir de 1936 coincidió con un cambio en la función de los campos: Aquellos que los nacionalsocialistas consideraban que se desviaban del estado "saludable" del pueblo ahora fueron definidos como opositores: los llamados delincuentes asociales, delincuentes profesionales y habituales.
La acción T4 representó la aplicación de esta "prevención general racista" a los enfermos mentales y una radicalización de los métodos: el método ahora era también el asesinato deliberado de los "desviados". El Tribunal Regional Superior de Fráncfort del Meno llegó a una conclusión sobre el sistema de evaluación establecido a tal efecto en una decisión del 4 de enero de 1963 a la siguiente consideración: "Más bien, todo indica que las 'evaluaciones' no eran más que meras formalidades de camuflaje para disfrazar la verdadera naturaleza y el verdadero propósito de las acciones. Esto se desprende con toda claridad de los escasos documentos que estuvieron a disposición de los expertos para la evaluación de cada caso individual y de la rapidez con la que se tomaron decisiones sobre la vida y la muerte de los pacientes individuales en las evaluaciones masivas. El hecho de que los responsables de la eutanasia nazi eran muy conscientes de la dudosa legalidad de sus acciones se demuestra por sus esfuerzos por crear una base legal para la Acción T4, que finalmente fracasó. Heyde, según la sentencia ya citada del Tribunal Regional Superior de Fráncfort de 4 de enero de 1963, jugó un papel clave en la planificación y ejecución de las acciones: "Pudo, como casi nadie, tener una visión completa de los objetivos reales, el camuflaje necesario y la forma en que se llevaron a cabo las matanzas en masa; también sabía que Hitler se había negado a legalizar formalmente los asesinatos en masa. Heyde no seguía órdenes, expresaba su opinión con compromiso y también entró en conflicto con su superior Viktor Brack, quien más tarde calificó su cooperación con Heyde de "no particularmente fructífera".
La actividad de posguerra de Heyde bajo el nombre de Dr. Fritz Sawade arroja luz sobre cómo se abordaron los crímenes nacionalsocialistas violentos en la década de 1950 y la voluntad generalizada de “trazar una línea” con el pasado: En Flensburgo era “prácticamente de conocimiento común, especialmente en los círculos médicos, que el nombre Dr. Sawade era un seudónimo. Cuando se mencionaba el nombre de Sawade, la gente guiñaba un ojo y no decía nada", dijo más tarde uno de los conocidos de Heyde, el profesor Glatzel. A otro conocido le habría parecido un “abuso de confianza” o una “denuncia abierta” revelar a las autoridades lo que se sabía sobre el colega que se había escondido. Después del arresto de Heyde, se discutió este comportamiento, pero también hubo quejas de que la profesión médica no lo hizo.
A finales de la década de 1950, la visión del público de Alemania Occidental sobre su propio pasado cambió: el Ulmer Einsatzgruppen-Prozess (juicio en Ulm de los Einsatzgruppen) en particular, dejó claro que la mayoría de los crímenes violentos nazis no habían sido investigados ni castigados. Las investigaciones de la fiscalía de Fráncfort y del comité de investigación de Kiel, así como el suicidio de Heyde inmediatamente antes del inicio del juicio, fueron acompañadas de informes de los medios, algunos de los cuales eran detallados.
En su carta de despedida, Heyde comentó su participación en la campaña T4 y sus motivos: "No me esforcé por la eutanasia. Para los profesores, directores de la institución y otros psiquiatras reunidos en las reuniones iniciales estaba claro que la eutanasia se llevaría a cabo de una forma u otra. Nunca, les aseguro solemnemente ante la muerte, se trataba para los médicos involucrados de la eliminación de comedores inútiles, como ahora se describe popularmente, ni siquiera de una vida indigna de ser vivida, como la llamaba Binding-Hoche, sino de la existencia sin sentido de seres que, como en el caso de la eutanasia infantil, de la que no soy responsable, o nunca pudieron llegar a ser humanos o, como en el caso de los adultos, el elemento específicamente humano se había perdido irremediablemente y que -se puede decir lo contrario tanto como se quiera – a menudo se las arreglaron para sobrevivir en condiciones indignas. No puedo considerarme culpable ni a mí ni a los demás médicos implicados en el sentido jurídico.

## Comité de investigación
Los dos presidentes de la comisión de investigación del Parlamento federado de Kiel, Paul Rohloff y Heinz Adler, llegaron a una valoración diferente de los motivos de Heyde después de visitarlo bajo custodia: "No se puede decir que Heyde se sintiera culpable. Es una persona ambiciosa y extraordinariamente egoísta que probablemente antepone su carrera a todo lo demás.
En diciembre de 1959 se creó una comisión de investigación para analizar cómo Heyde pudo pasar desapercibido durante tanto tiempo. La comisión de investigación se reunió 43 veces desde enero de 1960 hasta julio de 1961 y escuchó a 60 testigos. El informe final de junio de 1961 nombra a 18 personas que conocían la verdadera identidad de Heyde, entre profesores, jueces y funcionarios. La legislatura estatal aprobó por unanimidad una declaración en la que exige que "aquellos que encubren a los malhechores deben rendir cuentas". La investigación sobre el favoritismo de los 18 cómplices conocidos no tuvo consecuencias penales.
El 28 de diciembre de 1960 se aprobó la jubilación anticipada del confidente Adolf Voß, fiscal general de Schleswig-Holstein. Voss había presentado su solicitud de jubilación recién el 27 de diciembre. Voss iba a ser oído ante el comité de investigación en enero de 1961. Dado que, según los certificados, su salud era tan delicada desde hacía poco tiempo, no pudo comparecer. El ministro de Justicia de Schleswig-Holstein , Bernhard Leverenz, había encargado previamente al fiscal general Voss que investigara a los presuntos cómplices. 
Volkmar Hoffmann, periodista del Frankfurter Rundschau, fue condenado a seis meses de prisión por difamación. Él había escrito: "Incluso el primer ministro Kai-Uwe von Hassel (CDU) y el ministro de Educación Osterloh o incluso todo el gabinete sabían desde hace meses que bajo el nombre de Dr. Sawade se escondía al profesor Werner Heyde, médico de eutanasia buscado y SS Standartenführer."

## Secuelas
La historia de Heyde fue filmada en 1963 en la RDA con el título Die Affäre Heyde-Sawade (El caso Heyde-Sawade).
El pintor Gerhard Richter descubrió a principios de los años 60 que su exsuegro, Heinrich Eufinger, había trabajado con Heyde. En 1965, Richter no sólo pintó a su tía Marianne,  que fue víctima de los crímenes de eutanasia, sino que también representó a Heyde en un óleo del mismo año.